# Ansaldo Cebà
Pour les articles homonymes, voir Ansaldo (homonymie).
Ansaldo Cebà, né en 1565 à Gênes et mort dans cette même ville le 12 avril 1623, est un poète et helléniste italien de la fin de la Renaissance.

## Biographie
Né à Gênes, en 1565, d'une famille noble, y vécut uniquement livré à la culture des lettres. Il publia un grand nombre d’ouvrages en vers et en prose, et mourut dans sa patrie, le 12 avril 1623.

## Œuvres
Gian Vittorio Rossi, dans la 3e partie de sa Pinacotheca, numéro 30, en fait un pompeux éloge. On est obligé d’en rabattre à certains égards. Ses Rime, ou poésies lyriques (Rome, 1611, in-4°), sont médiocres, et ne sont pas exemptes des vices de son siècle ; son Istoria romana italiana ne lui donne point une place parmi les bons historiens ; ses Esercitii accademici, Gênes, 1621, in-4°, sont verbeux, et contiennent peu de vues nouvelles, etc. ; mais son dialogue del Poema eroico, intitulé Il Gonzaga, Gênes, 1621, in-4°, est très-estimé, et ses trois tragédies en ont encore obtenu davantage. Le marquis Scipione Maffei, auteur de la Mérope, en a inséré deux dans les 2e et 3e volumes du Choix de tragédies italiennes propres à être représentées, qu’il fit imprimer à Vérone, en 1723, in-8° ; ce sont les Gemelle Capuane et l’Alcippo. La troisième est plus faible et moins connue ; elle a pour titre : la Principessa Silandra, imprimée à Gênes en 1621, in-8°.
On a encore d’Ansaldo Ceba :
- un discours pour le couronnement d’Agostino Doria, doge de Gênes, Gênes, 1601, in-8° ;
- I charatteri morali di Theofrasto interpretati per Ansaldo Cebà, Gênes, Giuseppe Pauoni, 1620 (lire en ligne) ;
- un dialogue dell’Orazione panegirica, intitulé : Il Doria, Gênes, 1621, in-8° ;
- Il Cittadino di republica, ibid., 1617, in-fol. ;
- un volume de Lettres à Sara Ebrea, etc.

Ses deux poèmes épiques l’Esther et le Furio Camillo, n’ont pas eu beaucoup de succès. On le blâme surtout avec raison d’avoir mêlé, dans le premier, le merveilleux de la fable avec un sujet de la Bible. Ses lettres ont été imprimées, Gênes, 1623, 2 vol. in-4°.

## Sources
- « Cebà (Ansaldo) », dans Louis-Gabriel Michaud, Biographie universelle ancienne et moderne : histoire par ordre alphabétique de la vie publique et privée de tous les hommes avec la collaboration de plus de 300 savants et littérateurs français ou étrangers, 2e édition, 1843-1865 [détail de l’édition]
- G. Bertollotto, « Liguri ellenisti : Ansaldo Cebà », Giornale ligustico di archeologia, storia e letteratura, vol. XVIII,‎ 1891, p. 283-296 (lire en ligne, consulté le 14 octobre 2021).